# Phymatocarpus interioris
Phymatocarpus interioris là một loài thực vật có hoa trong Họ Đào kim nương. Loài này được Craven miêu tả khoa học đầu tiên năm 1999.